# David Oyelowo

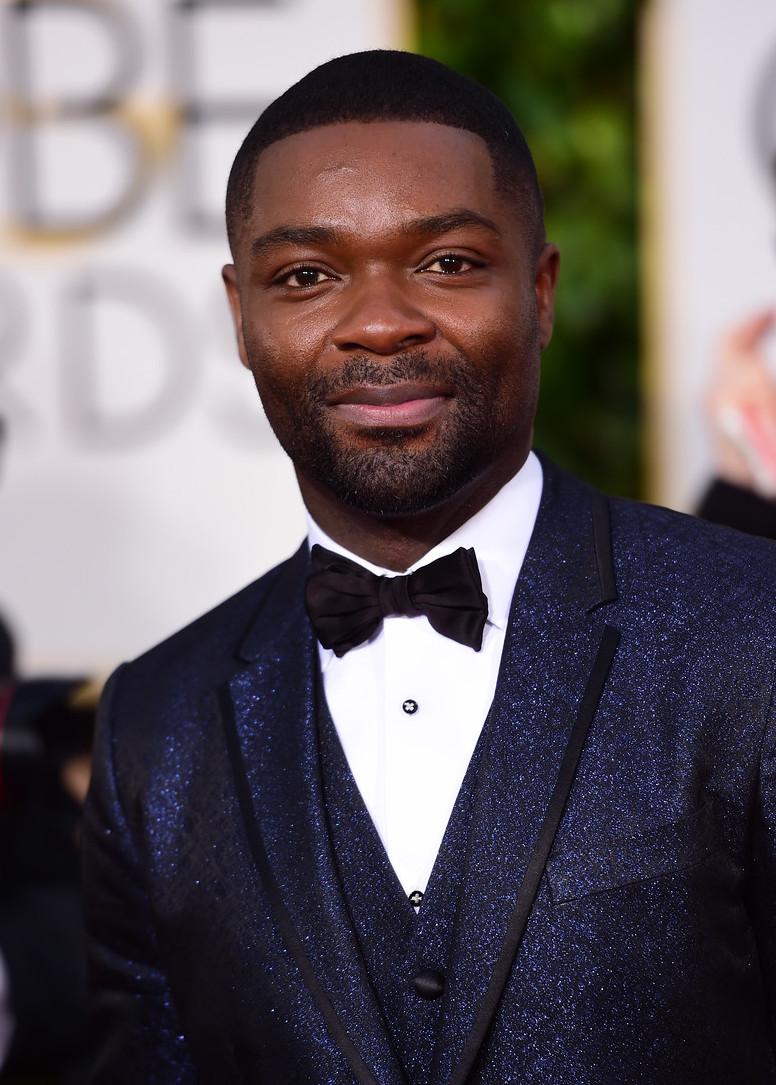
David Oyelowo (2015)

David Oyelowo OBE (* 1. April 1976 in Oxford, Oxfordshire, England) ist ein britischer Schauspieler, Filmproduzent und Regisseur.

## Leben
Oyelowos Eltern stammen aus Nigeria. Zunächst besuchte er ein Jugendtheater, danach belegte er einen Kurs in Theaterwissenschaften an dem City and Islington College. Ein Jahr nach seinem Abitur bekam Oyelowo einen Platz an der London Academy of Music and Dramatic Art (LAMDA), 1998 erfolgte der Abschluss seiner dreijährigen Ausbildung.
Seit 1998 ist er als Film- und Fernsehschauspieler tätig. 1999 begann seine Bühnenkarriere in der Royal Shakespeare Company, wo er verschiedene Rollen spielte. Von 2002 bis 2004 stellte er in der Fernsehserie Spooks – Im Visier des MI5 den Junior-Agenten Danny Hunter dar. 2011 war er im Science-Fiction-Film Planet der Affen: Prevolution zu sehen. 2012 trat er an der Seite von Tom Cruise, Rosamund Pike und Richard Jenkins in der Romanverfilmung Jack Reacher auf.
2007 wurde er für seine Darstellung in der Miniserie Five Days in mit einem Satellite Award ausgezeichnet. Die Royal Television Society ehrte ihn 2010 mit dem RTS Television Award. 2014 übernahm er in Ava DuVernays Drama Selma die Rolle von Martin Luther King, 2016 in A United Kingdom die Rolle des designierten Königs von Betschuanaland (Botswana), Seretse Khama.
2020 gab er mit The Water Man sein Spielfilmregiedebüt. 2009 hatte er den Kurzfilm Big Guy inszeniert. Seit 2014 tritt er auch als Film- und Fernsehproduzent in Erscheinung. Rund ein Dutzend Produktionen begleitete er als Produzent oder Ausführender Produzent.
Bei der Neujahrsehrung 2016 wurde Oyelowo von Königin Elisabeth II. zum Officer of the British Empire (OBE) ernannt. Oyelowo moderierte 2017 das Nobel Peace Prize Concert zu Ehren der Gewinner des Friedensnobelpreises, der Antiatomwaffenkampagne ican.
Er ist mit der Schauspielerin Jessica Oyelowo verheiratet, mit der er vier Kinder hat. Die Familie lebt in Tarzana, einem Vorort von Los Angeles.

## Filmografie (Auswahl)
- 2001: Dog Eat Dog
- 2002–2004: Spooks – Im Visier des MI5 (Spooks, Fernsehserie, 26 Episoden)
- 2005: A Sound of Thunder
- 2005: Ein Trauzeuge zum Verlieben (The Best Man)
- 2005: Entgleist (Derailed)
- 2006: As You Like It
- 2006: Der letzte König von Schottland – In den Fängen der Macht (The Last King of Scotland)
- 2008: Who Do You Love?
- 2008: A Raisin in the Sun
- 2009: Rage
- 2011: Planet der Affen: Prevolution (Rise of the Planet of the Apes)
- 2011: The Help
- 2011: 96 Minuten (96 Minutes)
- 2012: Red Tails
- 2012: The Paperboy
- 2012: Middle of Nowhere
- 2012: Lincoln
- 2012: Jack Reacher
- 2013: Complicit
- 2013: Der Butler (The Butler)
- 2014: Nachtigall (Nightingale)
- 2014: Interstellar
- 2014: A Most Violent Year
- 2014: Selma
- 2014–2018: Star Wars Rebels (Fernsehserie, Stimme von Agent Kallus)
- 2015: Captive
- 2015: Five Nights in Maine
- 2017–2019: Die Garde der Löwen (The Lion Guard, Fernsehserie, Stimme von Scar, 17 Episoden)
- 2016: Nina
- 2016: A United Kingdom
- 2016: Queen of Katwe
- 2018: The Cloverfield Paradox
- 2018: Das Zeiträtsel (A Wrinkle in Time)
- 2018: Gringo
- 2018: Les Misérables (Miniserie)
- 2019: The Tiger Who Came to Tea
- 2019: Don’t Let Go
- 2020: Die Magie der Träume (Come Away)
- 2020: The Midnight Sky
- 2020: The Water Man (auch Regie)
- 2021: Chaos Walking
- 2021: Peter Hase 2 – Ein Hase macht sich vom Acker (Peter Rabbit 2: The Runaway)
- 2022: See How They Run
- 2023: Silo (Fernsehserie)
- 2023: The Book of Clarence
- 2023: Lawmen: Bass Reeves (Miniserie)
- 2023: The After (Kurzfilm)
- 2024: Role Play
- seit 2025: Government Cheese (Fernsehserie)

## Auszeichnungen
NAACP Image Award
- 2017: Nominierung als Bester Nebendarsteller (Queen of Katwe)[1]